# Bloqueadores de pubertad
Los bloqueadores de pubertad son medicamentos utilizados para posponer la pubertad en menores. Los bloqueadores de pubertad más utilizados son los agonista de la hormona liberadora de gonadotropina (GnRH), que suprimen la producción natural de hormonas sexuales; como los andrógenos (por ejemplo, la testosterona) y los estrógenos (por ejemplo, el estradiol). Los bloqueadores de pubertad se utilizan para retrasar el desarrollo de características sexuales secundarias no deseadas en menores trans, a fin de que dispongan de más tiempo para explorar su identidad de género. Los mismos fármacos se utilizan también para tratar otras afecciones, como la pubertad precoz en menores y algunos cánceres sensibles a las hormonas en adultos.
El uso de bloqueadores de pubertad en jóvenes trans cuenta con el apoyo de múltiples organizaciones médicas, entre ellas la Asociación Médica Estadounidense, la Asociación Estadounidense de Psicológica, la Academia Americana de Pediatría la Sociedad de Endocrinología, la Sociedad Europea de Medicina Sexual y la Asociación Profesional Mundial para la Salud Transgénero (WPATH).
A partir de 2024, el suministro de bloqueadores de pubertad para la disforia de género en menores se ha convertido en objeto de controversia pública. Las controversias en la sociedad sobre la identidad de género y presiones políticas han llevado a la reducción del uso de bloqueadores de pubertad para menores transgénero en varios países, siendo ilegalizados los bloqueadores de la pubertad en algunos países y en algunos estados de Estados Unidos.

## Hormonas puberales

Ciclos de retroalimentación hormonales.

En la pubertad se llevan a cabo muchos cambios físicos, el cuerpo del niño o niña adquiere la capacidad de la reproducción sexual y se convierten en adolescentes.  Las hormonas inciden en la  estructuración del cerebro y el sistema nervioso de forma permanente durante el desarrollo.  Las hormonas son los mensajeros que indican al cuerpo que desarrolle cosas como los pechos, la menstruación, el vello facial o una voz más grave. Las hormonas de la pubertad inciden en la maduración del cerebro.  Las hormonas durante la adolescencia  son las responsables de los cambios físicos y emocionales de los púberes. También modifican el desarrollo tanto cerebral como emocional y psicológico del niño. Son responsables del crecimiento, densidad e integridad de los huesos y de la altura. Durante la pubertad se da el mayor crecimiento óseo  que se produce en el desarrollo del ser humano. La actividad osteoblástica de los estrógenos y andrógenos es la responsable de la aceleración del crecimiento y altura en los púberes y adolescentes.
Las hormonas sexuales, además, son las responsables de la fusión epifisaria que es el evento que cierra el proceso de osificación en la epífisis de los huesos largos, es decir, un freno fisiológico al crecimiento óseo, que se hace fundamentalmente a través de los estrógenos.  Durante la pubertad,  los estrógenos estimulan el eje GH-IGF1, por lo que son el principal mediador del crecimiento linear y del aumento del tamaño de los huesos. En las niñas, los estrógenos inhiben el crecimiento, cierran la epífisis y aumentan la densidad mineral ósea volumétrica. En los niños,  la testosterona es la responsable del impulso sexual, la producción de espermatozoides, el desarrollo de la masa muscular y la salud de los huesos.

## Usos médicos
Los bloqueadores de pubertad impiden el desarrollo de las características sexuales secundarias biológicas.
A veces se recetan a jóvenes transexuales para detener temporalmente el desarrollo de características sexuales secundarias y tratar la disforia de género en adolescentes.
Los bloqueadores de pubertad pretenden dar a los pacientes más tiempo para solidificar su identidad de género, sin desarrollar características sexuales secundarias, y dar a los jóvenes transexuales una transición más suave hacia su identidad de género deseada cuando sean adultos. Si más adelante un menor decide no hacer la transición a otro género, puede interrumpirse la medicación, permitiendo que la pubertad continúe.

### Protocolo holandés
El denominado «Protocolo holandés» fue el primer ejemplo del uso de bloqueadores de pubertad para tratar la disforia de género en menores. Fue desarrollado por Peggy Cohen-Kettenis en la década de 1990. Se afirmaba que el tratamiento era totalmente reversible y que un estudio de 70 menores mostraba pruebas de que tenía un resultado globalmente positivo para los tratados. Varios estudios posteriores parecían respaldar este tratamiento como seguro y eficaz para retrasar el desarrollo de los caracteres sexuales secundarios, y se convirtió en el tratamiento estándar en este campo.
Desde entonces, el uso de bloqueadores de pubertad ha evolucionado como resultado de nuevas investigaciones médicas y del desarrollo de la opinión dentro de la comunidad médica.
Aunque son pocos los estudios que han examinado los efectos de los bloqueadores de pubertad en menores transgénero y no binario, los estudios realizados indican en general que estos tratamientos son razonablemente seguros, reversibles y pueden mejorar el bienestar psicológico de estas personas. Los bloqueadores de  pubertad se asocian a resultados positivos como la disminución de la suicidalidad en la edad adulta, la mejora del afecto y del funcionamiento psicológico y la mejora de la vida social. Los bloqueadores de pubertad tienen efectos claramente beneficiosos en una escala de hasta seis años, pero faltan investigaciones más allá de ese plazo. Los Estándares de Atención 8 de la Asociación Profesional Mundial para la Salud Transgénero, publicados en 2022, declararon que los medicamentos bloqueadores de la pubertad son médicamente necesarios y los recomiendan para su uso en adolescentes transgénero una vez que el paciente ha alcanzado el grado 2 de la escala de Tanner, porque los datos longitudinales muestran mejores resultados para los pacientes transgénero que los reciben.

## Tipos
Se utilizan diversos fármacos como bloqueadores de pubertad.
- Agonista de la hormona liberadora de gonadotropina (GnRH): Algunos ejemplos concretos son: buserelina, histrelina, leuprorelina, nafarelina y triptorelina.[34][35] Los agonistas de la GnRH están disponibles y se utilizan en forma de inyecciones subcutáneas diarias, inyecciones subcutáneas o intramusculares de depósito que duran de 1 a 6 meses, implantes que duran 12 meses y aerosoles nasales que se utilizan varias veces al día.[34][35]
- También se espera que la antagonista de la hormona liberadora de gonadotropinas sean eficaces para retrasar la pubertad, pero todavía no se han estudiado ni utilizado ampliamente con este fin.[34][36]
- La progesterona utilizada en dosis elevadas se ha utilizado como bloqueador de pubertad en el pasado o cuando no es posible utilizar GnRH. No son tan eficaces como la GnRH y cuenta con más efectos secundarios.[34]
- Antiandrógeno: La bicalutamida se ha utilizado como bloqueador alternativo de la pubertad en mujeres transexuales a las que la cobertura de salud les denegaba la GnRH, aunque con menor potencia.[37]

## Efectos adversos

### Corto Plazo
Los efectos secundarios a corto plazo de los bloqueadores de pubertad incluyen dolores de cabeza, fatiga, insomnio, dolores musculares y cambios en el tejido mamario, estado de ánimo y peso.
Los efectos adversos sobre la mineralización ósea y el detrimento de la fertilidad son riesgos potenciales de la supresión puberal en jóvenes con disforia de género tratados con agonistas de la GnRH. Para protegerse contra la disminución de la densidad ósea, los médicos recomiendan ejercicio, calcio y vitamina D.
En 2016, la FDA ordenó a los fabricantes de medicamentos agregar etiquetas de advertencia a los medicamentos bloqueadores de pubertad que dice: «Se han reportado casos de eventos psiquiátricos en pacientes», incluyendo síntomas «como llanto, irritabilidad, impaciencia, ira y agresión». Las etiquetas de advertencia se añadieron después de que la FDA recibiera informes de 10 menores que tenían pensamientos suicidas, incluido un intento de suicidio. Uno de estos menores, de 14 años, tomaba un fármaco bloqueador de pubertad para tratar la disforia de género.
En 2022, la FDA informó de que se habían producido seis casos de hipertensión intracraneal idiopática en niños de 5 a 12 años asignados al sexo femenino al nacer que tomaban bloqueadores de pubertad. Cinco de las que experimentaron el efecto secundario estaban recibiendo tratamiento para la pubertad precoz y uno de los que experimentó el efecto secundario era transgénero y estaba recibiendo tratamiento para la disforia de género. Morissa Ladinsky, pediatra de la Universidad de Alabama en Birmingham que trabaja con jóvenes transexuales, afirmó que «[la hipertensión intracraneal idiopática] es un efecto secundario extraordinariamente conocido que puede producirse con muchos, muchos medicamentos diferentes, más comúnmente, píldoras anticonceptivas orales». En referencia a los seis efectos secundarios notificados, Ladinsky afirmó que «ni siquiera se acerca a cualquier semblanza de lo que en medicina llamamos significación estadística».

### Largo Plazo
Se sabe poco sobre los efectos secundarios a largo plazo de los bloqueadores hormonales o de la pubertad en menores con disforia de género. Aunque se sabe que los bloqueadores de la pubertad son un tratamiento seguro y físicamente reversible si se interrumpe a corto plazo, también se desconoce si los bloqueadores hormonales afectan al desarrollo de factores como la densidad mineral ósea, el desarrollo cerebral y la fertilidad en los pacientes transexuales. Existen pocas investigaciones de alta calidad sobre la supresión de la pubertad en adolescentes con disforia o incongruencia de género. No se han podido extraer conclusiones sobre el impacto en la disforia de género, la salud mental y el desarrollo cognitivo.
Las directrices de la Sociedad de Endocrinología, aunque aprueban el uso de bloqueadores de la pubertad para el tratamiento de la disforia de género, subrayan la necesidad de evaluaciones más rigurosas de la seguridad y la eficacia y de una evaluación cuidadosa de «los efectos del retraso prolongado de la pubertad en adolescentes sobre la salud ósea, la función gonadal y el cerebro (incluidos los efectos sobre el desarrollo cognitivo, emocional, social y sexual).

#### Efectos neurológicos
La investigación sobre los efectos a largo plazo en el desarrollo cerebral y la función cognitiva es limitada. Un estudio realizado en 2020 por John Strang y otros investigadores sugería que «la supresión puberal puede impedir aspectos clave del desarrollo durante un periodo sensible de la organización cerebral», y añadía que «necesitamos investigación de alta calidad para comprender los impactos de este tratamiento, impactos que pueden ser positivos en algunos aspectos y potencialmente negativos en otros». Hay algunas pruebas de un efecto perjudicial sobre el cociente intelectual, y ninguna prueba de que los efectos cognitivos fueran totalmente reversibles.

#### Fertilidad y función sexual
La investigación sobre los efectos a largo plazo en la fertilidad y la función sexual es limitada. Además, el tejido genital en las mujeres transexuales puede no ser óptimo para una posible vaginoplastia más adelante en la vida debido al subdesarrollo del pene.

#### Salud ósea
La salud ósea puede verse comprometida durante el tratamiento, aunque no fue posible determinar los resultados a largo plazo de la supresión de la pubertad por sí sola.
En el estudio de seguimiento más largo se hizo un seguimiento de un hombre transexual que empezó a tomar bloqueadores de la pubertad a los 13 años en 1998, antes de tomar posteriormente tratamientos hormonales, y más tarde se sometió a una cirugía de confirmación de género ya adulto. Se controló su salud durante 22 años y a los 35 años, en 2010, se encontraba bien, con buena salud física y niveles metabólicos, endocrinos y de densidad mineral ósea normales. No había signos clínicos de un impacto negativo en el desarrollo cerebral por tomar bloqueadores de la pubertad.
El estudio "Bone Development in Transgender Adolescents Treated With GnRH Analogues and Subsequent Gender-Affirming Hormones" publicado en 2020, indica que los bloqueadores producen una baja en la densidad mineral ósea la cual se recupera cuando se inicia el tratamiento con hormonas sexuales exógenas, logrando mejores resultados en pacientes que utilizan testosterona.

## Estado de las investigaciones
El uso de bloqueadores de pubertad para la afirmación del género ha suscitado algunas críticas, debido principalmente a la falta de ensayos del tipo prueba controlada aleatorizada.Respecto a este tipo de pruebas, la WPATH declara en su respuesta a la Revisión Cass, lo problemático de inducir a las personas a participar en un proyecto de investigación como única forma de acceder a un tipo de atención basada en evidencia y ampliamente reconocida como médicamente necesaria.
Una revisión encargada en 2020 y publicada por el National Institute for Health and Care Excellence (NICE) del Reino Unido concluyó que la calidad de la evidencia para los resultados de los bloqueadores de pubertad (para la salud mental, la calidad de vida y el impacto en la disforia de género) eran de muy baja certeza basada en un enfoque GRADE modificado por ellos mismos, pero que «es plausible, sin embargo, que la falta de diferencia en las puntuaciones desde el inicio hasta el seguimiento sea el efecto de los análogos de la GnRH en menores con disforia de género, en quienes podría esperarse que el desarrollo de características sexuales secundarias se asocie con un mayor impacto en la disforia de género, la depresión, la ansiedad, la ira y la angustia a lo largo del tiempo sin tratamiento.Una revisión sistemática posterior reafirmó las conclusiones del informe del NICE, concluyendo que los estudios actualmente disponibles presentan «importantes defectos conceptuales y metodológicos».
La revisión del NICE ha sido criticada por WPATH y EPATH por excluir estudios que combinan bloqueadores de pubertad y terapia hormonal, y también por padres de jóvenes transgénero por excluir pruebas de su seguridad al utilizarse, aunque a una edad mucho más temprana, por jóvenes cisgénero que reciben tratamiento para la pubertad precoz. Las críticas se centraron en la priorización de las pruebas de alta calidad según el enfoque GRADE, que designa los ensayos controlados aleatorizados (ECA) como de «alta calidad», ya que los ECA se consideran en general inviables y poco éticos para los jóvenes transexuales si a los del grupo de control se les niega el tratamiento médico.La revisión también se apartó de la guía GRADE, que establece que «la evidencia de baja o muy baja calidad puede conducir a una recomendación fuerte», al no tener en cuenta los estudios de baja calidad a la hora de formar las recomendaciones de la revisión de la evidencia.
El Ministerio de Asuntos Sociales y Salud de Finlandia también concluyó que no existen métodos de atención sanitaria basados en la investigación para los menores con disforia de género. Sin embargo, el Ministerio finlandés apoya el uso de bloqueadores de la pubertad para menores en función de cada caso.

## Postura de organizaciones médicas
Más de una docena de importantes asociaciones médicas de diversos países, así como la Asociación Profesional Mundial para la Salud Transgénero (WPATH) y la Sociedad de Endocrinología apoyan en general los bloqueadores de pubertad para los jóvenes transexuales y se han manifestado en contra de los intentos de restringir su uso. En Europa, sin embargo, algunos grupos médicos y países han adoptado una postura más reservada tras algunos estudios, desaconsejando o limitando el uso de bloqueadores de pubertad.

#### Alemania
El 10 de mayo de 2024, la Asamblea de la Asociación Médica Alemana pidió al Gobierno Federal que sólo permitiera los bloqueadores de pubertad, las hormonas transgénero y la cirugía de reasignación de sexo a menores con incongruencia de género (IG) o disforia de género (DG) en el contexto de estudios científicos controlados y con la participación de un equipo multidisciplinar y un comité de ética clínica. También pedía que estos tratamientos en menores sólo se administraran después de haber diagnosticado y tratado cualquier trastorno médico y psiquiátrico, y que se hiciera un seguimiento de los pacientes durante al menos diez años. Estas peticiones contradicen directamente las directrices transafirmativas de 2024 de la Asociación de Sociedades Científicas Médicas de Alemania.

#### Argentina
En Argentina las personas mayores de 16 años tienen el derecho a acceder a tratamientos integrales con hormonas sin la necesidad de requerir una autorización del tipo judicial o administrativa.

#### Australia
El Real Colegio Australiano de Médicos, el Real Colegio Australiano de Médicos Generales, la Sociedad Australiana de Endocrinología y AusPATH apoyan el acceso de los jóvenes transexuales a los bloqueadores de pubertad.

#### Canadá
Según la Sociedad Canadiense de Pediatría, "las pruebas actuales demuestran que los bloqueadores de pubertad son seguros cuando se utilizan adecuadamente, y siguen siendo una opción a considerar dentro de una visión más amplia de la salud mental y psicosocial del paciente."
Chile
La Sociedad Chilena de Pediatría SOCHIPE emitió una declaración respaldando el uso de bloqueadores y haciendo un llamado a crear guías científicas nacionales para el abordaje clínico del tema. 

#### Estados Unidos de América
El uso de bloqueadores de pubertad en jóvenes transexuales está respaldado por:
- La Asociación Médica Americana[80][81]
- La Asociación Americana de Psicología[82]
- La Academia Americana de Pediatría[83]
- La Academia Americana de Psiquiatría Infantil y Adolescente (AACAP)[84]
- La Asociación Americana de Psiquiatría[85]
- Sociedad de Endocrinología Pediátrica[86]
- Asociación Americana de Endocrinólogos Clínicos[87]
- Colegio Americano de Obstetras y Ginecólogos[88]
- Colegio Americano de Médicos[89]

#### Finlandia
En 2020, Finlandia revisó sus directrices para dar prioridad a la psicoterapia sobre la transición médica, pero el Consejo para la Elección en la Atención Sanitaria permite el uso de bloqueadores de pubertad en menores transgénero tras una evaluación caso por caso si no hay contraindicaciones médicas.

#### Francia
En Francia, los menores transgénero pueden recibir bloqueadores de pubertad con permiso paterno a cualquier edad, y normalmente los reciben a los 15 o 16 años. En 2022, la Académie Nationale de Médecine de Francia pidió precaución a la hora de considerar los bloqueadores de pubertad debido a los posibles efectos secundarios, como "impacto en el crecimiento, debilitamiento óseo [y] riesgo de infertilidad". Este cambio en las directrices no ha modificado la práctica actual.

#### Italia
El uso de bloqueadores de pubertad en jóvenes transexuales cuenta con el apoyo de:
- La Sociedad Italiana de Endocrinología (SIE)
- La Sociedad Italiana de Andrología y Medicina Sexual (SIAMS)
- La Sociedad Italiana de Género, Identidad y Salud (SIGIS)

#### Noruega
En 2020, la Dirección Noruega de Salud, el organismo gubernamental que elabora directrices sanitarias, publicó una para la incongruencia de género en la que recomendaba el uso de bloqueadores de pubertad entre el grado 2 de Tanner y los 16 años tras una evaluación interdisciplinar, afirmando que eran reversibles y que no hay pruebas fiables de efectos adversos a largo plazo.
En 2023, la Junta de Investigación Sanitaria de Noruega, una organización no gubernamental independiente, emitió un informe no vinculante en el que concluía que "no hay pruebas suficientes para el uso de bloqueadores de pubertad y tratamientos con hormonas sexuales cruzadas en jóvenes" y recomendaba cambios en línea con el enfoque prudente de Suecia y Finlandia. La Junta de Investigación Sanitaria noruega no es responsable de establecer la política sanitaria, y la Dirección, que sí lo es, no ha aplicado las recomendaciones, aunque ha dicho que las está estudiando. En las redes sociales proliferó la información errónea de que Noruega había prohibido la atención sanitaria con afirmación de género.

#### Países Bajos
El Ministerio de Salud, Bienestar y Deporte de los Países Bajos publica directrices que recomiendan el uso de bloqueadores de pubertad en adolescentes transgénero de al menos el grado II de Tanner con consentimiento informado y aprobación de un endocrinólogo.  Esta directriz, publicada en 2016, está avalada por las siguientes organizaciones médicas holandesas:
- Nederlands Internisten Vereniging (Asociación Holandesa de Internistas)
- Nederlands Huisartsen Genootschap (Sociedad Holandesa de Médicos Generales)
- Nederlands Instituut van Psychologen (Instituto Holandés de Psicólogos)
- Nederlandse Vereniging voor Kindergeneeskunde (Asociación Neerlandesa de Pediatría)
- Nederlandse Vereniging voor Obstetrie & Gynaecologie (Asociación Neerlandesa de Obstetricia y Ginecología)
- Nederlandse Vereniging voor Plastische Chirurgie (Asociación Neerlandesa de Cirugía Plástica)
- Nederlandse Vereniging voor Psychiatrie (Asociación Neerlandesa de Psiquiatría)
- Transvisie (Transvisión, organización de pacientes transexuales)

#### Reino Unido
El 30 de junio de 2020, el Servicio Nacional de Salud británico modificó la información que mostraba en su página web sobre la reversibilidad de los efectos de los bloqueadores de pubertad y su uso en el tratamiento de menores con disforia de género. En concreto, el NHS eliminó el texto que afirmaba que los bloqueadores de pubertad eran "totalmente reversibles" y que "el tratamiento normalmente puede interrumpirse en cualquier momento". En su lugar, el NHS afirmaba que "se sabe poco sobre los efectos secundarios a largo plazo de los bloqueadores hormonales o puberales en menores con disforia de género". Aunque el Servicio de Desarrollo de la Identidad de Género (GIDS) aconseja que se trata de un tratamiento físicamente reversible si se interrumpe, se desconoce cuáles pueden ser los efectos psicológicos. Tampoco se sabe si los bloqueadores hormonales afectan al desarrollo del cerebro adolescente o a los huesos de los menores. Los efectos secundarios también pueden incluir sofocos, fatiga y alteraciones del estado de ánimo".
La sentencia Bell contra Tavistock del Tribunal Superior de Justicia de Inglaterra y Gales dictaminó que los menores de 16 años no eran competentes para dar su consentimiento informado a los bloqueadores de pubertad, pero el Tribunal de Apelación anuló esta decisión en septiembre de 2021. La Asociación Médica Británica se opone a los intentos de prohibir los bloqueadores de pubertad para jóvenes transexuales. A partir de 2022, el Servicio Nacional de Salud apoyó el uso de bloqueadores de pubertad para menores de 16 años sólo en el contexto de la investigación clínica administrada centralmente, y desaconseja enérgicamente la búsqueda de tratamiento de fuentes no reguladas.
La Revisión Cass 2024 declaró que no había pruebas suficientes para justificar el uso generalizado de bloqueadores de pubertad para la disforia de género, y que se necesitaba más investigación para proporcionar pruebas en cuanto a la eficacia de este tratamiento, en términos de reducción de la angustia y la mejora del funcionamiento psicológico. Esto ha llevado a una moratoria de facto del suministro rutinario de bloqueadores de pubertad para la disforia de género en el NHS de Inglaterra fuera de los ensayos clínicos, y a peticiones políticas para que se impida a los médicos la prescripción privada de bloqueadores de pubertad en Inglaterra.
En marzo de 2024, el NHS de Inglaterra anunció que dejaría de recetar bloqueadores de pubertad a menores fuera del uso en ensayos de investigación clínica, citando pruebas insuficientes de seguridad o eficacia clínica. Los menores que ya reciben bloqueadores de pubertad a través de NHS England podrán continuar su tratamiento.NHS Inglaterra espera tener un estudio sobre el uso de bloqueadores de pubertad en diciembre de 2024, con criterios de elegibilidad aún por decidir. Los menores en Inglaterra todavía pueden ser prescritos bloqueadores de pubertad a través de algunas clínicas privadas que no están asociadas con NHS Inglaterra. El 11 de abril de 2024, la Comisión de Calidad de la Atención (CQC) anunció que comprobará que los proveedores de atención sanitaria autorizados y registrados en la CQC que prestan atención a quienes cuestionan su identidad de género aplican las nuevas orientaciones recomendadas por la Revisión Cass y tomará medidas coercitivas contra las clínicas privadas que prescriban bloqueadores de pubertad a menores de 18 años en contra de la política del NHS England. Aunque la CQC espera que todos los proveedores privados registrados tengan en cuenta las recomendaciones de Cass, no están obligados a cumplirlas, ya que los proveedores privados no están obligados por las recomendaciones de Cass. En la actualidad, ninguna clínica privada de atención al género registrada ante la CQC expide bloqueadores de pubertad.
La clínica Sandyford de Glasgow, que es la única clínica especializada en cuestiones de género de Escocia, anunció en abril de 2024 que suspendía la prescripción de bloqueadores de pubertad.

#### Suecia
El Instituto Karolinska de Suecia, administrador del segundo mayor sistema hospitalario del país, anunció en marzo de 2021 que dejaría de suministrar bloqueadores de pubertad u hormonas sexuales a menores de 16 años. Además, el Instituto Karolinska cambió su política para dejar de suministrar bloqueadores de pubertad u hormonas sexuales cruzadas a adolescentes de entre 16 y 18 años, fuera de los ensayos clínicos aprobados. El 22 de febrero de 2022, la Junta Nacional de Salud y Bienestar de Suecia declaró que los bloqueadores de pubertad sólo deben utilizarse en "casos excepcionales" y afirmó que su uso está respaldado por "datos científicos inciertos".
Sin embargo, otros proveedores en Suecia siguen proporcionando bloqueadores de pubertad, y el juicio profesional de un clínico determina qué tratamientos se recomiendan o no. Los jóvenes pueden acceder a atención de afirmación de género cuando los médicos lo consideren médicamente necesario. El tratamiento no está prohibido en Suecia y se ofrece como parte de su servicio nacional de salud.

## Debates
Un gran número de clínicas de género adopta el uso de análogos de la hormona liberadora de gonadotropina (GnRH) en adolescentes con disforia de género y eso genera un debate controvertido. Quienes están a favor del uso de bloqueadores puberales sostienen que, aunque no sería recomendable para todos, la disminución de los intentos de suicidio es suficiente beneficio como para tolerar los efectos adversos de los problemas óseos, el crecimiento lento, la disminución de la estatura y la disminución del recambio óseo, mientras que quienes se oponen a su uso sostienen que se produce un aumento de la ideación suicida al suprimirles la pubertad. Un estudio que realizó el Servicio de Desarrollo de la Identidad de Género (Gids) de la Clínica Tavistock de Londres  informó  que  algunos de los que tomaban los bloqueadores de pubertad  informaban de un aumento de los pensamientos de suicidio y autolesión.Según el sitio de la NSH, no se conocen los efectos a largo plazo de los bloqueadores de pubertad, pero se sabe que alteran el curso del desarrollo del cerebro debido a la interrupción natural de la poda neuronal durante el período de la pubertad.
Algunos profesionales cuestionan la ética médica y la seguridad de esta estrategia de tratamiento. Países como Reino Unido, donde se hace desde hace tiempo, están dando marcha atrás, mientras que países como España o Argentina lo comienzan a implementar.
En Inglaterra, el carácter experimental y las posibles consecuencias de por vida de los bloqueadores de pubertad ha llevado a que los tribunales sancionen su uso en menores menores de edad. La Asociación Psicológica Americana, en los Estados Unidos,  considera que la mayor parte de los menores con criterio diagnóstico de disforia de género al madurar dejan de sentirse así y desaparece el sentimiento de pertenecer a otro sexo por lo que desisten de un cambio de sexo. Según se precisa en la página 172 de versión 7 de las "Normas de atención sanitaria para transexuales,transexuales, transgénero y no conformes con el género" de la WPATH, citando estudios de Cohen-Kettenis del 2001 y de Zucker & Bradley 1995, sobre dichos estudios clínicos de seguimiento de menores prepúberes (principalmente varones) para la evaluación de la disforia de género, se sostiene que la misma persistió en la edad adulta en el 6%-23% de los menores evaluados y para las mujeres prepúberes el porcentaje de persistencia según otros estudios es del 12%-27%. En cambio, la persistencia de la disforia de género de la adolescencia hacía edad adulta parece ser mucho mayor en los adolescente ya que según un estudio de seguimiento de 70 adolescentes a los que se les diagnosticó disforia de género y se les administraron hormonas supresoras de la pubertad, todos continuaron con la reasignación real de género, empezando por la terapia hormonal feminizante o masculinizante según el caso. En la página 47 de la versión 8 de los "Standards of Care for the Health of Transgender and Gender Diverse People", la WPATH indica que dos estudios holandeses mostraron porcentajes de desestimiento del tratamiento con bloqueadores de 1,9% y 3,5% respectivamente. Como se cita en esta sección en varias partes, uno de los debates más importantes es si los menores de edad están capacitados para dar su consentimiento en un tratamiento de este tipo.Un estudio más reciente de Kristina R. Olson, indica que el 94% de los niños que se identificaron como transgénero, continúan identificándose así luego de 5 años de comenzar la transición social.
En 2020, la Corte Suprema de Justicia del Reino Unido dictó sentencia en el caso Keira Bell & Anor, contra The Tavistock And Portman NHS Foundation Trust EWHC 3274 en contra de la Clínica Tavistock, y rechazó la posibilidad de que  los menores puedan dar su consentimiento para recibir fármacos supresores de la pubertad antes de los 16 años. Las demandantes sostenían que  carecían de competencia para dar un consentimiento válido al tratamiento y que la información que les habían proporcionada sobre el tratamiento era engañosa. Keira Bell se había arrepentido y quería detransicionar, pero hubo consecuencias irreversibles.
La película Transgender Kids: Who Knows Best?, fue realizada sobre el caso del Dr. Kenneth Zucker. Zucker es un psicólogo infantil canadiense, una de las mayores autoridades en el tema y experto en disforia de género, director de la revista internacional Archives of Sexual Behaviour, publicación oficial de la Academia Internacional de Investigación Sexual, y ex director de la Clínica de Identidad de Género del CAMH (Centre for Adiction and Mental Health) en Toronto, quien perdió su trabajo al cuestionar que los menores puedan toma la decisión de usar bloqueadores puberales y sostener que la mayoría de esos menores acaban superando el deseo de optar por una transición médica. Además, afirmó que la disforia de género es algo que puede estar influenciado por cualquier número de factores de salud mental. Algunos estudios han informado de una alta frecuencia en las personas trans de abusos sexuales y físicos en la infancia, perpetrados por padres y cuidadores. Esos menores suelen ser vulnerables en el ámbito de la salud mental, tener una baja autoestima y mayor riesgo de autolesiones y depresiones.
En 2020, el personal médico y psicológico de la única clínica de género del NHS para menores de Inglaterra  informó de su preocupación por la rapidez con que algunos pacientes menores  de edad fueran derivados para una transición de género sin trabajar previamente con ellos ni tomar en cuenta su salud mental.  Los menores que no se habían hormonado, en su mayoría, al crecer, olvidaban su voluntad de cambiar de sexo pero no se sabe que ninguno de los menores a los que se les había dado GnRHa haya dejado el régimen farmacológico después de uno o dos años los menores y se hayan revertido los efectos.